# Elecciones presidenciales de Guatemala de 1921
Las elecciones presidenciales se celebraron en Guatemala el 15 de diciembre de 1921.
En la tarde del 5 de diciembre de 1921, un grupo de altos oficiales del ejército ingresó a la residencia del presidente Carlos Herrera y Luna y exigió su renuncia. Dejó el poder en manos de un triunvirato militar. La nueva junta estaba compuesta por los generales José María Lima, José María Orellana y Miguel Larrave.
“Unas horas después del cuartelazo, el triunvirato declaró que el Congreso en ejercicio había sido asentado ilegalmente y que, por lo tanto, toda la legislación de la Asamblea, incluida la promulgación de la Constitución, carecía de base jurídica. La Constitución anterior a 1921 y la Asamblea que existía en el momento de la caída de Cabrera fueron reinstauradas; y el primer designado de Herrera, José Ernesto Zelaya, fue descalificado para tener éxito en la presidencia”.
El resultado fue una victoria para José María Orellana, aunque los militares habían controlado las elecciones y silenciado a la oposición, así como sofocar rebeliones en al menos doce lugares como Antigua. Orellana asumió la presidencia el 4 de marzo de 1922.
"El golpe fue claramente una victoria para la Antigua guardia liberal que había sido leal a Estrada Cabrera. Orellana era un favorito personal y protegido de Estrada Cabrera ... Aunque es poco probable que los intereses estadounidenses hayan iniciado el golpe, Estados Unidos ayudó a Orellana esfuerzos para consolidar el poder".